# Хаиркизов, Качибатыр Алимурзаевич
Кичибатыр Алимурзаевич Хаиркизов (16 февраля 1918 — 8 июня 1943) — лейтенант Рабоче-крестьянской Красной Армии, партизан, Герой Российской Федерации (1995).

## Биография
Качибатыр Хаиркизов родился 16 февраля 1918 года в ауле Верхняя Мара (ныне — Карачаево-Черкесия) в крестьянской семье. По национальности карачаевец. Работал в колхозе. В 1940 году Хаиркизов был призван на службу в Рабоче-крестьянскую Красную Армию. Служил в 50-й стрелковой дивизии Белорусского военного округа. Окончил дивизионную артиллерийскую школу, в звании старшины командовал орудием. С начала Великой Отечественной войны — на её фронтах. 24 июня 1941 года у города Молодечно Хаиркизов участвовал в отражении трёх немецких танковых атак. Когда погиб командир взвода, он заменил его собой. В том бою артиллерийский дивизион, в котором Хаиркизов служил, погиб практически в полном составе, сам он был ранен. Когда он пытался пробраться к своим, он встретил своего земляка сержанта Юнуса Каракетова, служившего в той же дивизии. Каракетов и Хаиркизов решили вдвоём действовать во вражеском тылу.
Хаиркизов и Каракетов убивали немецких солдат и полицаев, сжигали деревянные мосты на автомобильных дорогах, уничтожили два охраняемых маслозавода. Друг другу они дали клички: Хаиркизов стал «Лёней Чёрным», а Каракетов — «Колей Чёрным». За их головы германское командование объявило крупную награду. В ноябре 1941 года Каракетов и Хаиркизов пытались найти партизанский отряд, чтобы перезимовать. Столкнувшись с немецким взводом, они оказались в окружении и вели бой. На помощь им пришли бойцы партизанского отряда под командованием батальонного комиссара Леонова. Хаиркизов и Каракетов вступили в его отряд рядовыми бойцами, но вскоре стали командирами подразделений, а когда отряд вырос в бригаду — командирами отрядов. В 1942 году Хаиркизов стал заместителем командира бригады по разведке. Действия отряда под его командованием были исключительно успешными. Только за период с января по май 1943 года отряд лейтенанта Качибатыра Хаиркизова уничтожил около 400 вражеских солдат и офицеров. Всего же за время своих партизанских действий Хаиркизов лично уничтожил около 55 солдат и офицеров. В марте 1943 года Леонов представил Хаиркизова и Каракетова к званиям Героев Советского Союза, но Указ по неизвестным причинам подписан не был.
8 июня 1943 года разведка доложила о приближении немецкой автоколонны к занятым партизанами деревням. К северу от деревни Короли Витебской области партизаны заминировали шоссе, а затем, когда головная машина колонны подорвалась, приняли бой. В бою Хаиркизов погиб. Действия его отряда позволили провалить немецкую карательную экспедицию. Похоронен в деревне Каменщина Чашникского района Витебской области.
Указом Президента Российской Федерации № 1018 от 5 октября 1995 года за «мужество и героизм, проявленные в борьбе против немецко-фашистских захватчиков в период Великой Отечественной войны 1941—1945 годов» лейтенант Качибатыр Хаиркизов посмертно был удостоен высокого звания Героя Российской Федерации. Также был награждён орденом Красного Знамени.
В 1996 году на родине Хаиркизова ему установлен памятник.